# ダリア・セレンコ
ダリア・セレンコ（英語: Daria Serenko、ロシア語: Дарья Серенко、1993年 ‐ ）は、ロシアの詩人、作家、フェミニスト、反戦活動家である。

## 略歴
ハバロフスクで生まれ、4歳の時にシベリアへ行く。16歳の時に詩作デビュー。2010年、ゴーリキー文学大学で学ぶ。卒業後、美術館や図書館に勤める。2016年、メッセージを書いたパネルを持ち込み電車などで移動する「静かなピケ」運動を始める。2020年、LGBT活動家の隠れ家『フェムダーチャ』を共同で設立。2022年、アレクセイ・ナワリヌイ支持の理由で逮捕される。ロシアのウクライナ侵攻後にフェミニスト反戦レジスタントを結成する。ロシアで4万人の賛同者を集めた。現在は3月に国外脱出してジョージア滞在。

## 著書
- 『女の子たちと公的機関：ロシアのフェミニストが目覚めるとき』（エトセトラブックス、2023年）